# Aja Evans
Aja Evans, född den 12 maj 1988 i Chicago, USA, är en amerikansk bobåkare.
Hon tog OS-brons i damernas tvåmanna i samband med de olympiska bobtävlingarna 2014 i Sotji.